# Igreja de Vila Nova de Foz Coa
A Igreja de Vila Nova de Foz Coa, também referida como Igreja Matriz de Vila Nova de Foz Côa ou Igreja de Nossa Senhora do Pranto, é uma igreja de estilo manuelino, classificada como Monumento Nacional desde 1910, situada no Largo do Município da Cidade, no Distrito da Guarda, no Douro (sub-região), na Região Norte de Portugal.

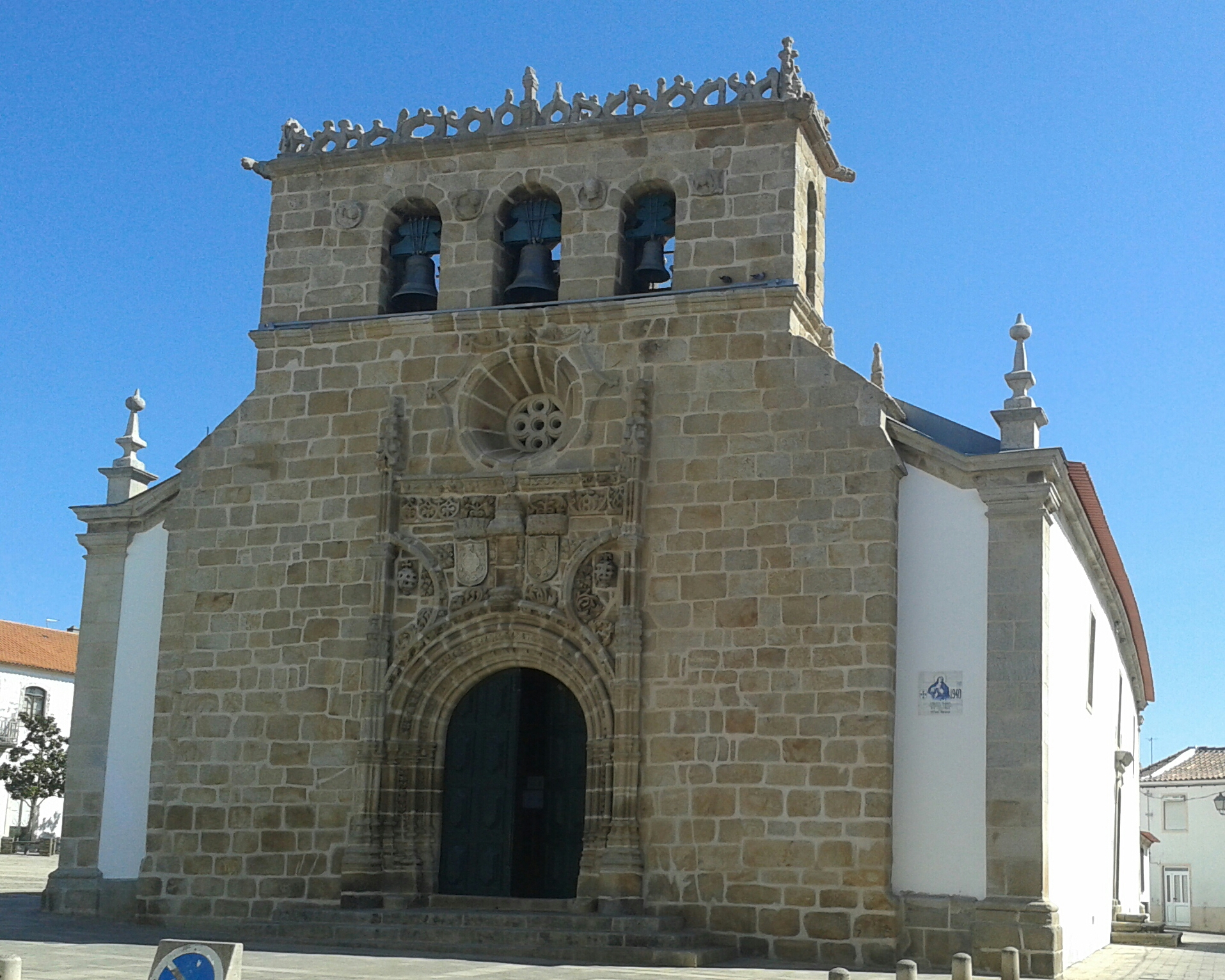
Fotografia da Igreja Matriz de Foz Coa, com fachada e vista lateral

## Construção e suas caracteríticas
Esta igreja foi mandada construir por D. Manuel I  de Portugal (1469-1521)  em louvor de Nossa Senhora da Piedade (ou do Pranto) mas as fontes consultadas são omissas em datas. Em 1514 Vila Nova de Foz Coa recebeu um novo foral concedido por este rei, o que dá alguma ideia sobre esse assunto.   .
O monumento de aspecto clássico e singela beleza surpreende quem o vê pela primeira vez, devido às suas peculiaridades, que impressionaram a intelectualidade de 1910 e levou à sua classificação como monumento nacional.
O primeiro aspecto que chama a atenção é a falta de torre sineira, numa igreja de rica arquitectura, estando os sinos inseridos num coroamento com três ventanas, à maneira castelhana. 
O segundo aspecto que impressiona o visitante é o seu belo portal de características eminentemente renascentistas, de arco pleno de cinco arquivoltas, mas decorado com motivos manuelinos, como rosetas, palmetas, vieiras, esferas armilares, arabescos e medalhões, o que é belo e mais simples que o manuelino muito elaborado de  grandes monumentos portugueses. 

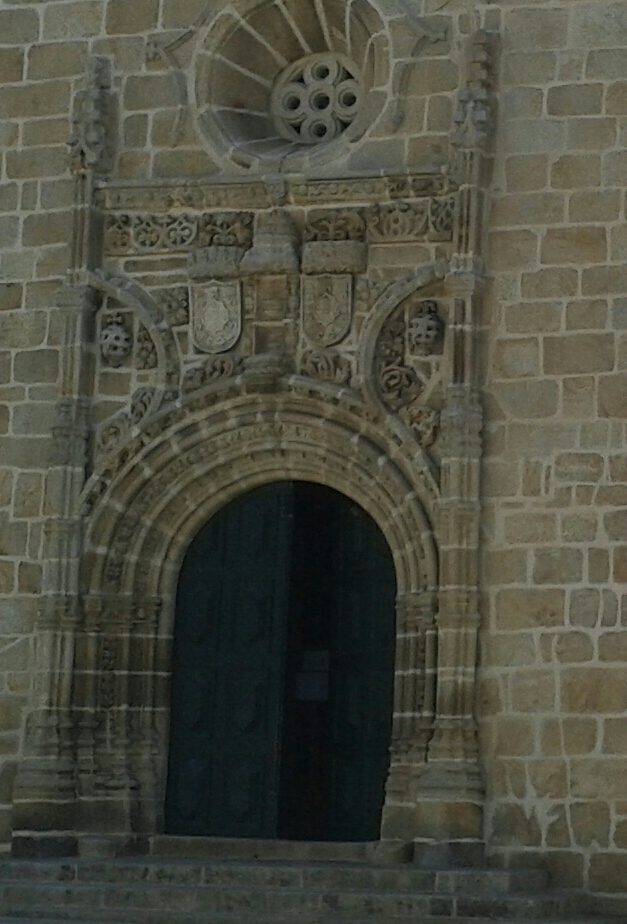
Vista da parte da fachada com o portal da Igreja Matriz de Foz Coa

## Interior

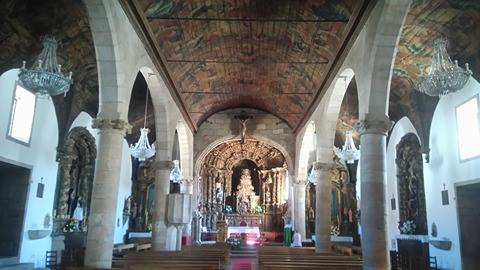
Interior da Igreja Matriz de Foz Coa

O interior é característico da arquitectura renascentista pura, com três naves definidas por duas filas de colunas encimadas por arcos plenos, em que a simplicidade lhe confere uma leveza de belo aspecto. 
Chama a atenção o tecto de madeira na nave central com pinturas a  óleo, bem como  na capela-mor coberta por vinte e sete caixotões com episódios da Vida de Cristo e da Virgem. . Pode observar-se uma passagem de slides ilustrativos destes aspectos no topo do referenciado site IPPATR /IGESPAR (aceder e esperar que corra  )    .